# Lake Moodemere
Lake Moodemere är en sjö i Australien. Den ligger i delstaten Victoria, omkring 230 kilometer nordost om delstatshuvudstaden Melbourne. Arean är 0,53 kvadratkilometer. Den sträcker sig 1,3 kilometer i nord-sydlig riktning, och 1,3 kilometer i öst-västlig riktning.
Trakten runt Lake Moodemere består till största delen av jordbruksmark. Runt Lake Moodemere är det mycket glesbefolkat, med 6 invånare per kvadratkilometer. Genomsnittlig årsnederbörd är 1 060 millimeter. Den regnigaste månaden är juli, med i genomsnitt 135 mm nederbörd, och den torraste är november, med 44 mm nederbörd.